# Schlacht von Scheikan
 Aba – Dschebel Gedir I – Sennar I – Dschebel Gedir II – al-Ubayyid I – al-Ubayyid II – Sennar II – Sinkat – El Teb I – Scheikan – El Teb II – El Teb III – Tamanieh – Khartum – Abu Klea – Gallabat – Toski – Firket – Atbara – Omdurman – Umm Diwaykarat
In der Schlacht von Scheikan (auch: Massaker von Scheikan oder Schlacht von Kaschgil) vom 3. bis 5. November 1883 vernichtete eine Armee der Mahdisten eine ägyptische Armee unter dem Befehl von William Hicks Pascha, wodurch der ägyptische Feldzug (Kordofan-Expedition), mit dem Ziel die Stadt al-Ubayyid und die Provinz Kordofan zurückzuerobern, frühzeitig scheiterte. In der Sachliteratur wird gelegentlich die Bezeichnung Schlacht von El Obeid verwendet, womit eigentlich die Schlacht vom 8. September 1882 bezeichnet wird.

## Vorgeschichte

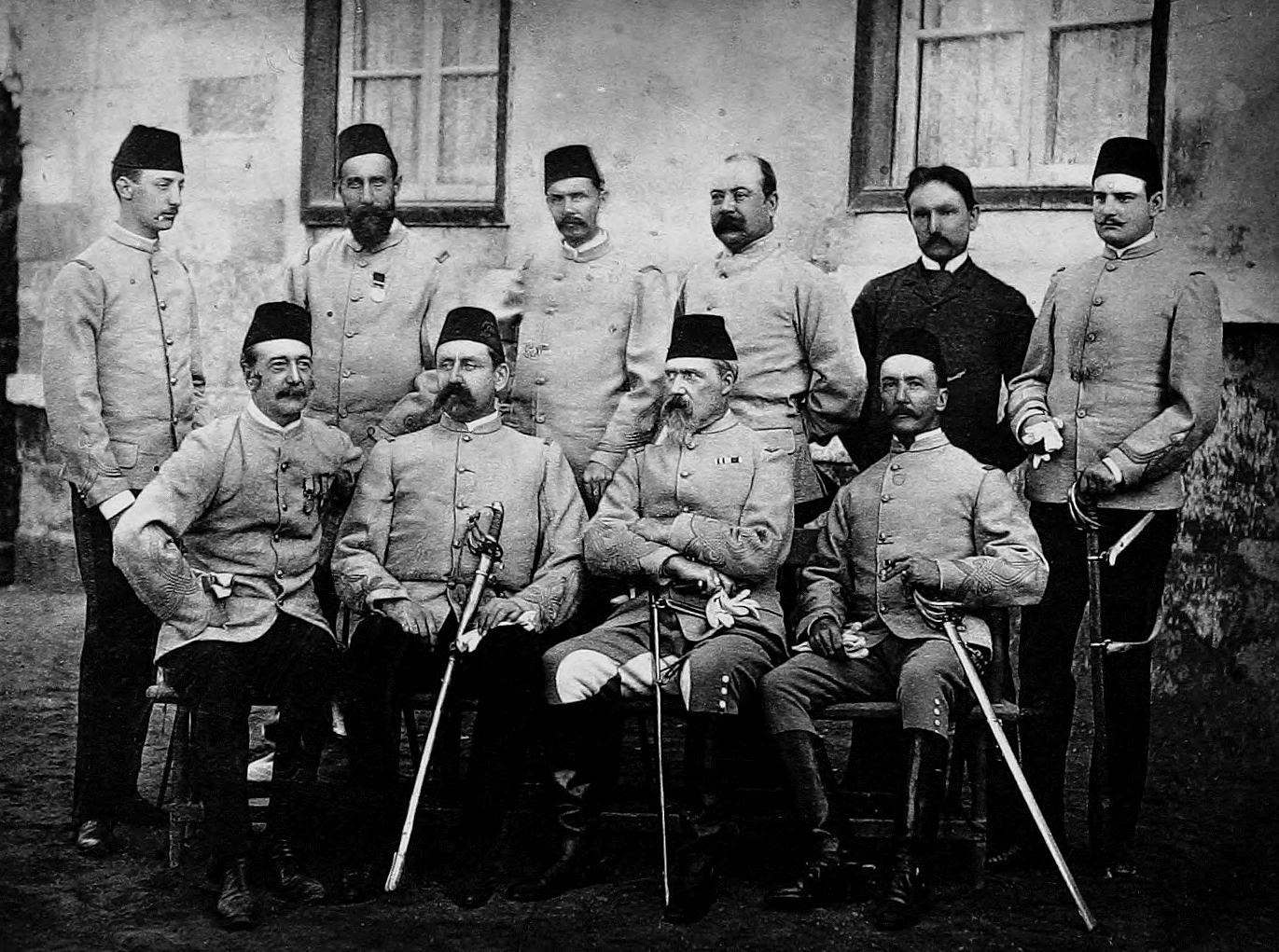
William Hicks (sitzend 3. von links), seit Juli 1883 Oberbefehlshaber des ägyptischen Expeditions-Heeres in den Sudan, mit einigen seiner europäischen Begleiter. Kein Europäer überlebte die Schlacht

Mit der Bewältigung des im Sommer 1881 ausgebrochenen Mahdi-Aufstands unter Führung von Muhammad Ahmad blieb die ägyptische Administration des Sudan mit ihrer zwar ca. 26.000 Mann starken, aber zumeist aus unausgebildeten oder irregulären Soldaten bestehenden Garnison auf sich allein gestellt. Sämtliche Expeditionen, die gegen Muhammad Ahmads Lager ausgesandt wurden, wurden vernichtend geschlagen. Dadurch gelangten Waffen und Munition in die Hände der Mahdisten, die sonst nur mit Steinen, Wurfhölzern und Knüppeln bewaffnet waren. Zudem nahm der Zulauf von Gefolgsleuten in das Lager von Muhammad Ahmad am Dschebel Gedir aufgrund der Siege enorm zu. Somit wurde Muhammad Ahmad in die Lage versetzt, in die Offensive überzugehen. Im Juli 1882 eroberte er Kordofan bis auf die Städte al-Ubayyid und Bara, die er, nach dem gescheiterten Versuch, am 8. September 1882 al-Ubayyid zu erobern (Schlacht von al-Ubayyid), belagern ließ. Dadurch wurden die Provinzen Darfur und Bahr al-Ghazal abgeschnitten. Eine Rettungsexpedition aus Khartum unter dem Befehl von Ali Bey Lufti wurde durch eine Mahdisten-Armee, angeführt von Rahma Muhammad Manufal, bei Kawa abgefangen und besiegt. Bara musste am 5., al-Ubayyid am 17. Januar 1883 kapitulieren.
Der Generalgouverneur des Sudan, Abd al-Qadir Pascha, forderte seit seinem Amtsantritt im Mai 1882 wiederholt bei der ägyptischen Regierung militärische Verstärkung an. Allerdings war es ihr aufgrund der Wirren des Urabi-Aufstands nicht möglich, Soldaten zu entbehren, zudem im September 1882 die ägyptische Armee aufgelöst wurde. Aufgrund der bedrohlichen Lage reaktivierte die ägyptische Regierung einige Soldaten zur Aufstellung eines Expeditionsheeres. Diese wurden nahe Kairo versammelt, wo sie ab Ende 1882 in kleinen Kontingenten allmählich nach Khartum (über Suez, Suakin und Berber) abtransportiert wurden. Bei Omdurman wurde ein Fort errichtet, wo das Heer lagerte und ausgebildet wurde.
Ursprünglich plante die ägyptische Regierung, den ehemaligen Generalgouverneur von Sudan, Ismail Ayyub Pascha, zum Oberbefehlshaber und den Generalstabschef der Ägyptischen Armee, General Charles Stone, zum Generalstabschef des Expeditionsheeres zu ernennen. Allerdings wurde dieser Plan fallengelassen. Stattdessen sollte nun Ala al-Din Pascha zum Oberbefehlshaber und ein britischer Offizier zum Generalstabschef ernannt werden. Jedoch verweigerte die britische Regierung zu letzterem ihre Zustimmung, erlaubte aber die Indienststellung nicht-aktiver britischer Offiziere. Wahrscheinlich durch Vermittlung von Valentine Baker, der mit der Reorganisation der ägyptischen Gendarmerie beauftragt war, konnte William Hicks, der 1880 als Colonel ehrenhalber aus der Bombay Army entlassen wurde, als Generalstabschef gewonnen werden. Statt Ala al-Din Pascha, der zum Generalgouverneur des Sudan ernannt wurde und damit Abd al-Qadir Pascha ablöste, wurde Sulayman Pascha Nyazi zum Oberbefehlshaber ernannt. Dieser wurde instruiert, Hicks Empfehlungen Folge zu leisten. Da Hicks Christ war, wurde davon Abstand genommen, ihm offiziell den Posten des Oberbefehlshabers zu übertragen, um eine unnötige Provokation zu vermeiden.
Zusammen mit einem weiteren Kontingent für das Expeditionsheer fuhren Hicks und sein komplett aus Europäern bestehender Stab am 7. Februar 1883 von Kairo nach Suakin, um von dort über Berber Khartum zu erreichen, wo sie am 7. März ankamen. Zuerst befriedete Hicks im April die Dschazira, das Gebiet zwischen dem Weißen und Blauen Nil, wo sich einige Stämme im Namen von Muhammad Ahmad unter der Führung von Ahmad al-Makashfi erhoben hatten. Darauf begann er mit der Planung zur Rückeroberung von Kordofan. Dafür verlangte er, aufgrund ständiger Meinungsverschiedenheiten mit dem eigentlich nur nominellen Oberbefehlshaber Sulayman Pascha Nyazi, von der ägyptischen Regierung die Ernennung zum Oberbefehlshaber des Expeditionsheeres und 6.000 Mann Verstärkung. Die ägyptische Regierung entsandte lediglich 3.000 Mann, die zumeist als untauglich für die in Reorganisation begriffene ägyptische Gendarmerie befunden wurden. Zum Oberbefehlshaber wurde Hicks Ende Juli ernannt, nachdem er mit dem Rücktritt gedroht hatte. Am 9. September 1883 verließ Hicks mit dem Expeditionsheer Khartum zur Rückeroberung von al-Ubayyid und der Provinz Kordofan.

## Zusammensetzung des ägyptischen Expeditionsheeres
Das ägyptische Heer für die Kordofan-Expedition (engl. Sudan Field Force) setzte sich wie folgt zusammen:
- Oberbefehlshaber: Farik William Hicks Pascha
  - stellvertretender Oberbefehlshaber: Liwa Husain Pascha Mazhar
  - Stabschef: Binbaşı Arthur Farquhar
  - Infanterie: 7.000
    - 1. Bataillon (Miralai Salim Bey Uni)
    - 2. Bataillon (Miralai Said Bey Abd al-Qadir)
    - 3. Bataillon
    - 4. Bataillon (Miralai Rajab Bey)

  - Kavallerie
    - Leichte Kavallerie: 500
    - Berittene Başı Bozuks: 400
    - Schwere Kavallerie: 100

  - Artillerie:
    - 4 Krupp-Feldkanonen
    - 10 Gebirgskanonen
    - 6 Nordenfelt-Kanonen

  - 5.500 Kamele als Lasttiere

Ala al-Din Pascha, der Generalgouverneur des Sudan und als solcher Hicks’ Vorgesetzter, sowie die britischen Kriegskorrespondenten Frank Vizetelly (Illustrated London News) und Edmund O’Donovan (Daily News) schlossen sich der Expedition an. Der Journalist Frank Power (The Times) entschied sich aufgrund von Krankheit in Khartum zu verbleiben. Ca. 2.000 Zivilisten (z. B. Beamte für die zu errichtende Verwaltung) und Marketender begleiteten die Expedition.
Neben Hicks begleiteten 10 weitere europäische Offiziere (6 Briten, 2 Deutsche, 2 Österreicher) entweder als Teil seines Stabes oder als Militärbeobachter das Expeditionsheer. Die Moral der einfachen Soldatenschaft war niedrig. Mit Ausnahme der wenigen sudanesischen Stammeskrieger entstammte diese aus der zuvor von den Briten besiegten ägyptischen Armee, die nun die Besetzung ihres Landes durch den Feind erlebte. Während die ägyptischen Offiziere die Wiederindienststellung begrüßten, war die Einberufung für die einfachen Soldaten unwillkommen. Bereits auf dem Transportweg nach Khartum kam es immer wieder zu Desertionen. In einigen Fällen kam es zu Selbstverstümmelungen, um einer Verpflichtung zu entgehen. Fast allen Offizieren war der Sudan unbekannt. Auch besaß keiner von ihnen Erfahrungen in derartigen Expeditionen. Zwischen den ägyptischen und europäischen Offizieren kam es oft zu Meinungsverschiedenheiten und aufgrund fehlender Sprachkenntnisse zu Abstimmungsproblemen und Missverständnissen.

## Verlauf

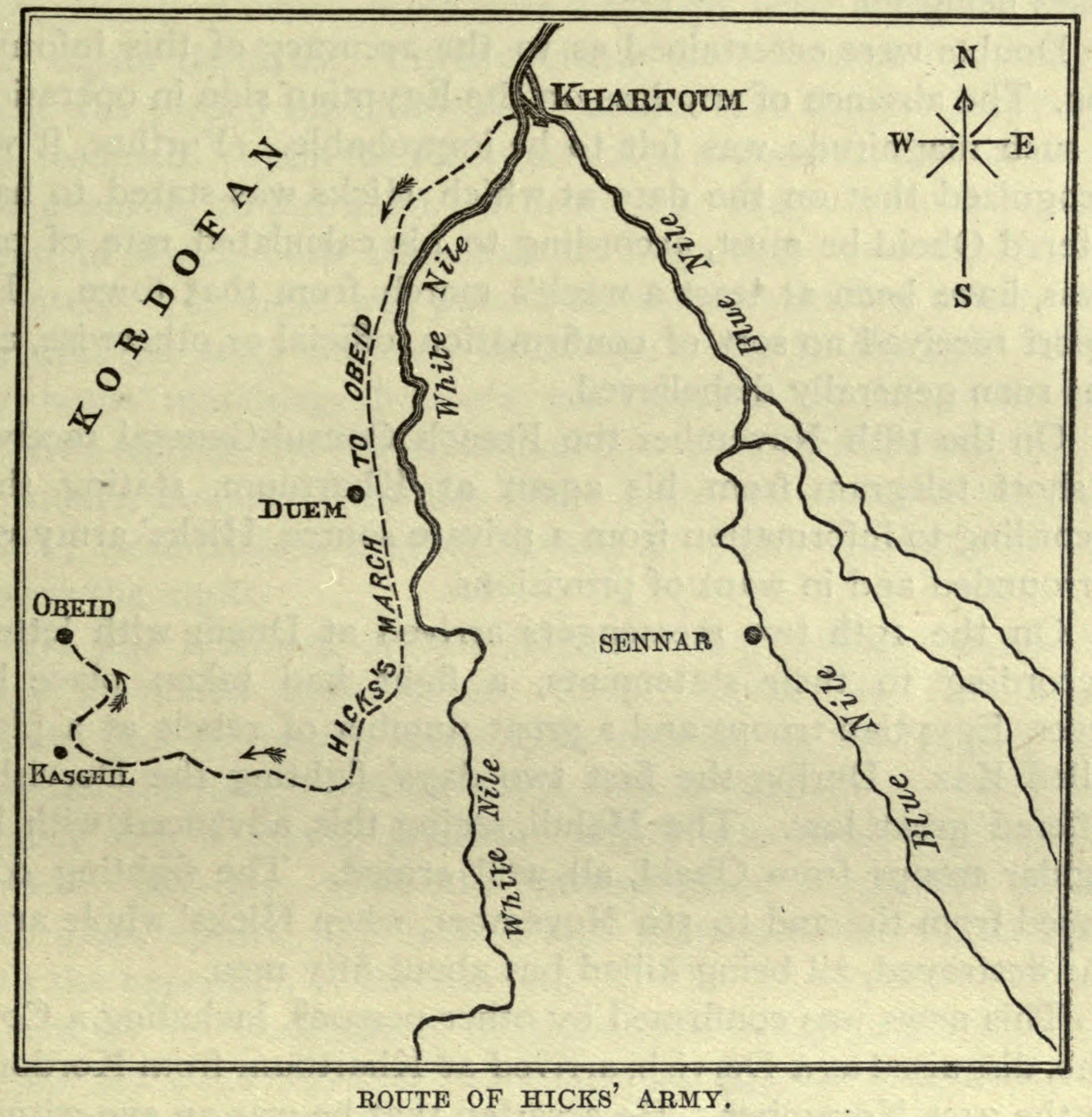
Der geplante Marschweg von Hicks’ Expeditionsheer von Khartum nach Obeid

Ala al-Din Pascha war für Vorbereitungsmaßnahmen Hicks bereits vorausgegangen und erwartete in al-Duwaim die Ankunft des Heeres, das am 20. September den Ort ohne Feindkontakt erreichte. Dort berieten er und Hicks über die weitere Route. Da beide landesunkundig waren und keine Karten existierten, wurden Einheimische als Reiseführer und Aufklärer engagiert. Die Wasserversorgung war ein zentrales Problem. Das Heer konnte nur Wasservorräte für wenige Tage transportieren und war daher abhängig von den Wasserquellen vor Ort. Die Trockenzeit hatte in Kordofan begonnen und es gab dort nur wenige Brunnen. Hinreichende Wasserquellen boten lediglich die Gewässerbetten (khor), wo sich das Regenwasser aus der Regenzeit für einige Monate sammelte. Statt der kürzeren Nordroute über Bara (220 km), entschieden sie sich für die längere Südroute (400 km) über Rahad entlang des Khor Abu Habl und dann über Kaschgil, da man dort die bessere Wasserversorgungslage vermutete. Außerdem hoffte Hicks, dass Adam Dabbalu, der König (mak) von Taqali, sich bei Rahad wie angekündigt mit seinen Kriegern dem Heer anschließen würde. Um die Versorgung von al-Duwaim aus zu sichern, sollte jede erreichte Station durch eine 200-Mann-starke Garnison befestigt und ein Depot errichtet werden.
Muhammad Ahmad war über die Expedition und ihr Ziel unterrichtet und schickte seine Emire Abd al-Halim Musad und Muhammad Uthman abu Qarja mit 3.000 Mann aus, um das ägyptische Heer durch Scharmützel auf seinem Marsch zu demoralisieren und von seiner Rückzugslinie abzuschneiden, verbot ihnen aber eine offene Schlacht. Die Bewohner auf der Route wurden zum Widerstand aufgerufen. Viele verließen darauf ihre Dörfer und trockneten die Brunnen aus. Muhammad Ahmads Absicht war es, das ägyptische Heer erst zu schwächen und dann nahe al-Ubayyid zu stellen. In der Zwischenzeit rief er für die sich abzeichnende Schlacht die umliegenden Stämme auf, sich ihm anzuschließen.
Am 27. September setzte sich das ägyptische Heer in Marsch nach Shat, nachdem der Ort zuvor von einer Vorhut gesichert worden war. Ein Teil des Heeres setzte den Marsch am 29. September nach Zuraiqa fort und erreichte diesen am selben Tag. Der andere Teil war mit der Errichtung des Forts für die Garnison und des Depots beschäftigt und folgte daher einen Tag später. Am 1. Oktober brach das Heer auf und passierte Khanfaria (1. Oktober), Um Sadena (4. Oktober), Rahad al-Abid (5. Oktober), Serakna (6. Oktober), Khor al-Sag (7. Oktober) und Nawarbi (8. Oktober). Auf diesem Weg bemerkten die Anführer die verlassenen Dörfer und zerstörten Brunnen, was ihnen deutlich machte, dass die örtliche Bevölkerung ihnen nicht freundlich gesinnt war. Aus diesem Grund wurde entschieden, den ursprünglichen Plan, auf der Route Forts zur Sicherung der Versorgungs- und Kommunikationslinie zu errichten, aufzugeben, da dies zu einer Schwächung des Hauptheeres geführt hätte und die Stärke der einzelnen Forts zu gering gewesen wäre, um Widerstand leisten zu können.
In Nawarbi kam es zur ersten Aktivität der Mahdisten, als sie Reiseführer, die zur Wassersuche ausgeschickt wurden, überfielen. Das Heer setzte seinen Marsch fort und passierte Aigella (11. Oktober), Sohan (15. Oktober), Balaschik (17. Oktober), Abli (19. Oktober) und Khor Belian (21. Oktober). Bei Khor Belian wurde das ägyptische Heer von Heckenschützen beschossen, was zu wenigen Toten und Verwundeten führte. Am 24. Oktober wurde Rahad, wo sich ein großes Regenwasserbecken befand, erreicht. Das Heer verblieb dort für sechs Tage und wartete vergeblich auf die Unterstützung durch den Herrscher von Taqali. In dieser Zeit kam es immer wieder zu Scharmützeln mit den Mahdisten. Gustav Klotz, Diener des preußischen Offiziers Alfred von Seckendorff, lief zu den Mahdisten über und informierte Muhammad Ahmad über Stärke und Zustand der Armee. Muhammad Ahmad entsandte am 30. Oktober Hamdan abu Anja, Befehlshaber der Dschihadiyya, zur Unterstützung nach Rahad. Allerdings war Hicks Armee mittlerweile nach Alloba aufgebrochen, welches am 1. November erreicht wurde.
Muhammad Ahmad zog am 2. November mit seinen Kriegern von al-Ubayyid nach Birka, da er vermutete, dass Hicks diesen Ort wegen des Wasserbeckens passieren würde. Als klar wurde, dass Hicks beabsichtigte, über Kaschgil weiterzumarschieren, schickte Muhammad Ahmad seine Hauptstreitkraft zu einem lichten Abschnitt im Wald von Scheikan, um dort Hicks’ Armee abzufangen. Mit dem Oberbefehl betraute er Wad al-Najumi. Durch die dichten Dornbüsche und die ständigen Scharmützel am 3. und 4. November, verzögerte sich Hicks’ Weitermarsch erheblich. Abu Anjas Armee beschäftige Hicks’ Armee auch während der Nacht und verhinderte so nötige Ruhepausen.

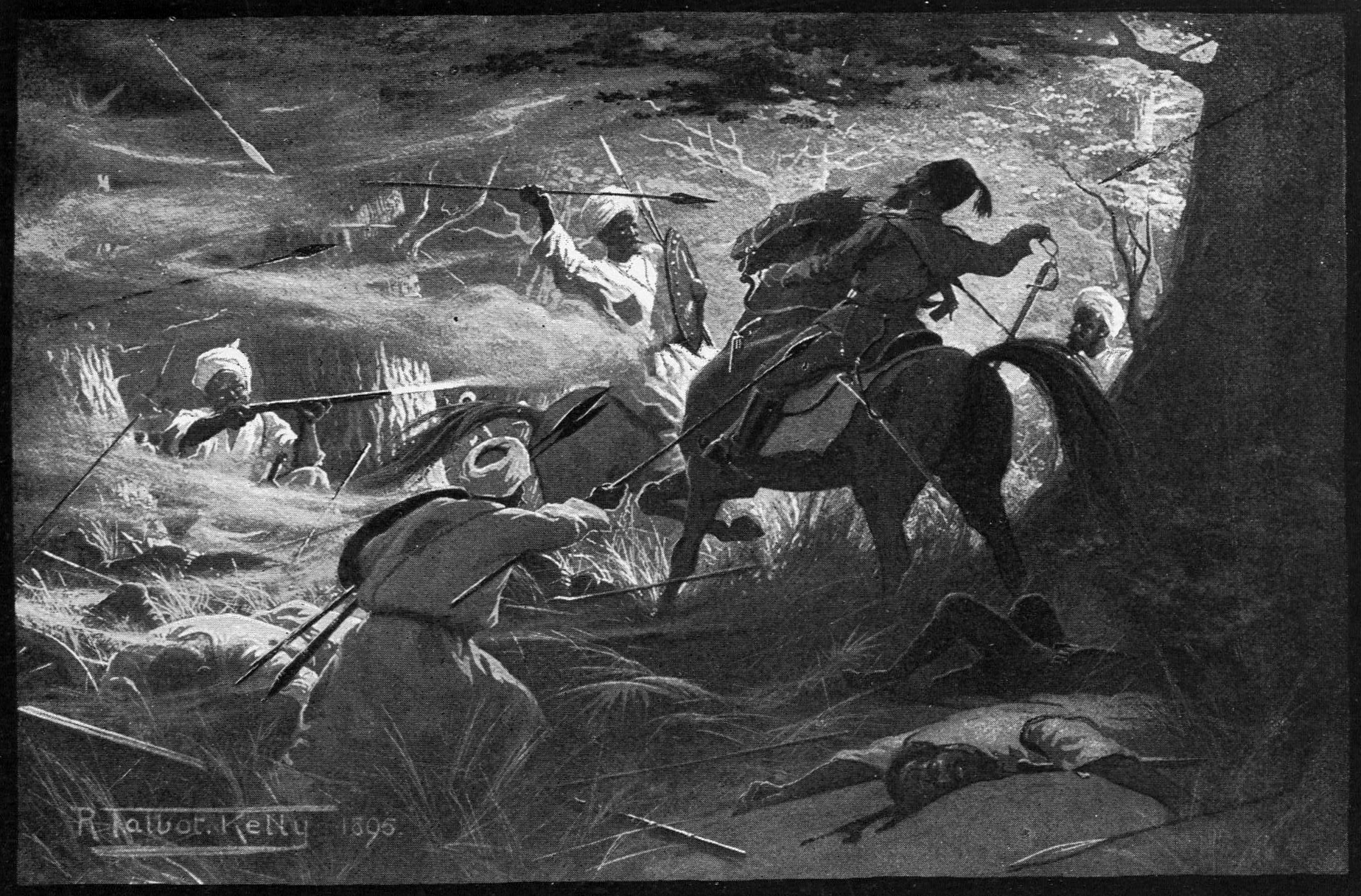
Der Tod von Hicks Pascha, nach einer Illustration von Robert Talbot Kelly aus dem Buch Feuer und Schwert im Sudan von Rudolf Slatin

Demoralisiert, erschöpft und unter Durst leidend setzte Hicks’ Armee den Vormarsch am 5. November um etwa 10 Uhr morgens fort. Nach anderthalb Stunden erreichte diese jenen Waldabschnitt, wo sie von den Mahdisten erwartet wurde. Diese verließen ihr Versteck und stürmten auf die Ägypter zu. Überrascht von dem Angriff, breitete sich Panik aus: Die Formationen lösten sich auf und die Schützen schossen wild um sich. Die ägyptische Armee wurde eingekreist und massakriert. Hicks, sein europäischer Stab und seine berittene Garde konnten sich aus diesem Kessel lösen, wurden aber schon bald bei dem später als Hornistenbaum bekannten Affenbrotbaum von berittenen Baggara-Kriegern gestellt, eingekreist und getötet. Der Legende nach solle Hicks durch einen Speer von Muhammad al-Sharif, mahdistischer Kalif und Schwiegersohn von Muhammad Ahmad, gefallen sein. Moderne Waffen – die Ägypter waren mit Gewehren des Modells Remington M1867 bewaffnet – und Munition einschließlich der Geschütze wurden so von den Mahdisten erbeutet. Nur ein geringer Teil der ägyptischen Soldaten überlebte die Schlacht und gelangte in die Gefangenschaft.

## Folgen
Die Provinzen Darfur und Bahr al-Ghazal konnten sich, auf sich allein gestellt, nicht lange halten. Der Gouverneur Darfurs, Rudolf Slatin, kapitulierte am 23. Dezember 1883; der Gouverneur von Bahr al-Ghazal, Frank Lupton, am 28. April 1884. Von großer Bedeutung war der Einfluss des Ausgangs der Schlacht auf die ägyptische Sudan-Politik und die britische Politik hinsichtlich der Besetzung Ägyptens. Hicks Niederlage veranlasste die britische Regierung, den Abzug ihrer Besatzungstruppen aus Ägypten bis aufs Weitere auszusetzen, um einen Einfall der Mahdisten in Ägypten verhindern zu können. Dennoch hielt die britische Regierung an ihrer Nichteinmischungspolitik fest. Da Ägypten nicht in der Lage war, eine neue Expedition aufzuwenden, entschied die ägyptische Regierung, der Empfehlung der britischen Regierung zu folgen und den Sudan bis auf Suakin aufzugeben. Mit der Organisierung und Durchführung der Evakuierung wurde der ehemalige Generalgouverneur des Sudan, Charles Gordon, beauftragt. Die Evakuierung konnte nicht vollendet werden: Khartum, das als Sammelpunkt fungierte, wurde durch die Mahdisten im März 1884 eingeschlossen und im Januar 1885 zu Fall gebracht (Belagerung von Khartum). Das ägyptische Kerngebiet sowie Suakin blieben von anglo-ägyptischen Truppen gegen die Ausbreitung des Mahdiaufstandes gesichert. Die Herrschaft der Mahdisten im Sudan währte bis zur Rückeroberung durch anglo-ägyptische Truppen unter Herbert Kitchener im Jahre 1899.

### Primärliteratur
Überliefert sind die Briefe von William Hicks und die Tagebucheinträge des Adjutanten (muawin) von Ala al-Din Pascha, Abbas Bey. Sie schildern die Ereignisse der Schlacht aus ägyptischer Sicht zwar nicht, geben aber Einblicke in dem vorangegangenen Verlauf der Expedition. Das Tagebuch des österreichischen Majors Hertl sowie das Notizbuch des Korrespondenten Edmund O’Donovan sind verschollen. L.F. Nalder übersetzte einen Augenzeugenbericht eines mahdistischen Kriegers.
- M[artin] W[illiam] Daly (Hg.): The Road to Shaykan: Letters of General William Hicks Pasha written during the Sennar and Kordofan Campaigns, 1883. University of Durham, Centre for Middle Eastern and Islamic Studies, Durham, Digitalisat bereitgestellt durch Durham University.
- Abd al-Rahman Zaki (Hg.): Yavmiyat ‘Abbas Bey‘. In: Cahiers d'histoire Egyptienne Vol. VII (1954), S. 73–156. Englische Übersetzung: The diary of Abbas Bey. In: Sudan Notes and Records Vol. 32, No. 2 (December 1951), S. 179–196 JSTOR:41719551.
- Sheikh Ali Gulla oder Nimr Ali Galla, L.F. Nalder (Übersetzer): The Defeat of Hicks Pasha. In: Sudan Notes and Records Vol. 8 (1925), S. 119–123 JSTOR:41715521.

### Sekundärliteratur
- P[eter] Clark: Three Sudanese battles. Khartoum: Institute of African and Asian Studies, University of Khartoum, 1977.
- Edward Francis Aglen: Sheikan Battlefield. In: Sudan Notes and Records, Vol. 20, No. 1 (1937), S. 138–145. JSTOR:41716378
- Ronald Wingate: Two African Battles—I: Sheikan: 4th and 5th November, 1883. In: Journal of the Royal United Service Institution, Volume 109, 1964 – Issue 633, S. 56–62.
- Mekki Shibeika: The Independent Sudan. Robert Speller & Sons, New York, 1959.
- Wilfried Westphal: Sturm über dem Nil. Der Mahdi-Aufstand. Aus den Anfängen des islamischen Fundamentalismus. Thorbecke, Sigmaringen 1998, ISBN 3-7995-0092-8.